# The Loyal 47 Ronin
{{José Liló Gamboa

## Elenco
- Kazuo Hasegawa como Ōishi Kuranosuke (Ōishi Yoshio)
- Shintarō Katsu como Genzō Akagaki
- Kōji Tsuruta como Kin'emon Okano
- Raizō Ichikawa como Takuminokami Asano
- Machiko Kyō como Orui
- Fujiko Yamamoto como Yōsen'in
- Michiyo Kogure como Ukihashi
- Chikage Awashima como Riku Ōishi
- Ayako Wakao como Osuzu
- Yatarō Kurokawa como Denpachirō Okado
- Eiji Funakoshi como Tsunanori Uesugi
- Eitarō Ozawa como Hyōbu Chisaka
- Takashi Shimura como Jūbei Ōtake
- Ganjiro Nakamura como Gorobei Kakimi
- Chieko Higashiyama como Ōishi's mother Otaka
- Tamao Nakamura como Asano's maid Midori
- Michiko Ai como Karumo
- Kazuko Wakamatsu como Osugi
- Aiko Mimasu como Toda
- Masao Shimizu como Dewanokami Yanagisawa
- Jun Tazaki como Ikkaku Shimizu
- Sonosuke Sawamura como Kazusanokami Sōda
- Yoshiro Kitahara como Jūjirō Hazama
- Kazuko Ichikawa como Chonmaru
- Gen Shimizu como Chūzaemon Yoshida
- Ichirō Amano como Mankichi
- Shinobu Araki como Yahei Horibe
- Teruyo Asagumo como Maki - Shioyama's wife
- Okuzan Asao como Jūnai Onodera
- Ryūnosuke Azuma
- Saburō Bōya como Genkichi
- Toshio Chiba como Heihachirō Yamaoka
- Saburō Date como Jūheiji Sugino
- Jun Fujikawa como Sonshirō Soeta
- Daisuke Fujima como Densuke Kurahashi
- Keiko Fujita como Momiji
- Ryūji Fukui
- Yoichi Funaki como Yogorō Kanzaki
- Yūshi Hamada
- Setsuko Hama como Yūnagi
- Tatsuo Hanabu como Heiemon Mugi
- Seishirō Hara como Heihachirō Kobayashi
- Fujio Harumoto como Ukyōdayū Tamura
- Akiko Hasegawa como Okū - Ōishi's daughter
- Riko Hasegawa como Kōbai
- Noriko Hodaka como Yūgiri
- Yukio Horikita como Shinpachirō Yamayoshi
- Kin'ya Ichikawa (Kinya Ichikawa)
- Sumao Ishihara
- Ryūichi Ishii como Tadashichi Takebayashi
- Tadashi Iwata como Jirōzaemon Mimura
- Ichirō Izawa como Isuke Maebara
- Ryōsuke Kagawa como Gengoemon Kataoka
- Kiyoshi Kasuga
- Kōichi Katsuragi como Sōemon Hara
- Hiroshi Kawaguchi como Chikara Ōishi
- Keizo Kawasaki como Shinzaemon Katsuta
- Masayoshi Kikuno como Heidayū Waku
- Reiko Kongō
- Keiko Koyanagi
- Kappei Matsumoto como Yosobei Kajikawa
- Ryūzaburō Mitsuoka como Yoichiemon Sudō
- Bontarō Miake como carpenter Masagorō
- Shōzō Nambu como Hikoemon Yasui
- Jun Negami como Sagaminokami Tsuchiya
- Tokio Oki
- Teruko Ōmi como Oume
- Eigoro Onoe como Yaichirō Niimi
- Mitsusaburō Ramon como Riemon Torii
- Ichirō Ryūzaki como Izaemon Shioyama
- Shintarō Saijō como Sakyōnosuke Date
- Yū Sakurai
- Yasuhiko Shima como Kyūnoshin Aoki
- Ryūji Shinagawa como Gengo Ōtaka
- Kinzō Shin como Kurobei Ōno
- Kenji Sugawara como Awajinokami Wakisaka
- Shōsaku Sugiyama como Kazuemon Fuwa
- Kimiko Tachibana como Oyae
- Ichirō Takakura como Matanojō Shiota
- Hideo Takamatsu como Yajirō Sekine
- Hisako Takihana como Emoshichi's mother
- Osamu Takizawa como Kōzukenosuke Kira
- Kazue Tamaoki como Kanroku Chikamatsu
- Yūsaku Terajima como Tachū Matsubara
- Kan Ueda como Newspaper seller
- Shōji Umewaka como Emoshichi Yatō
- Yōko Uraji como Yae - Katsuta's mother
- Mantarō Ushio como Kinta
- Yōko Wakasugi como Oguruma
- Fumihiko Yokoyama como Kichiemon Terasaki